# Iglesia de Santa Catalina (Fregenal de la Sierra)
La Iglesia de Santa Catalina, cuyos orígenes se fechan en el siglo XV nos desvela un templo de estilo mudéjar que destaca dentro del Conjunto histórico-artístico de Fregenal de la Sierra por sus grandes magnitudes.
De la misma sale anualmente la procesión de Ntra. Sra. de la Salud cada 8 de septiembre junto a sus danzaores.

## Exterior
La Iglesia de Santa Catalina se muestra al visitante con una sencilla fachada del siglo XVII, compuesta por una puerta adintelada con vano rectangular bajo un óculo y rematada por una torre campanario.
El templo dispone de otra segunda entrada, situada en el lado del evangelio que fue construida con sillería adornada por un frontón partido rematado por volutas.

## Interior
Tiene planta basilical, con tres naves separadas por pilares de granito de sección octogonal sobre los que voltean arcos apuntados de ladrillo.
Sobre la nave central una cubierta de madera de estilo mudéjar del siglo XVI con tirantes adornados por estrellas de ocho puntas.
El altar mayor, en el que se encuentra el Cristo del Perdón (del siglo XVI) atribuido al escultor Jorge Fernández, está cubierto por una bóveda de aristas.
En el lateral del Evangelio, está el camarín de la Virgen de la Salud, decorado con un retablo del siglo XVIII y un sagrario de plata cincelada del siglo XX. Un atractivo conjunto de retablo y ornamentos que guardan la imagen de la Virgen de la Salud.
Aparte de la Virgen de la Salud, existen otras dos importantes imágenes en buen estado de conservación. La primera de ellas, la Virgen con Niño, está fabricada en terracota y muestra a la Virgen de pie sujetando al niño con su brazo izquierdo. La segunda imagen, conocida como la Piedad es una escultura de barro cocido que representa a la Virgen sentada con Cristo en su regazo. Ambas se datan en el siglo XV y su autoría se atribuye a Mercadante de Bretaña.
En la primera capilla del lado de la epístola se pueden contemplar unas pinturas del siglo XVII que se encuentran en su bóveda. Son 56 retratos y 7 dibujos que representan a Santos, Apóstoles y Papas, realizados a la grisalla en tonos blancos, negros y grises.
Por último, el visitante encontrará a ambos lados de la entrada, en el interior, dos pilas de agua bendita realizadas sobre dos capiteles procedentes de Nertóbriga.

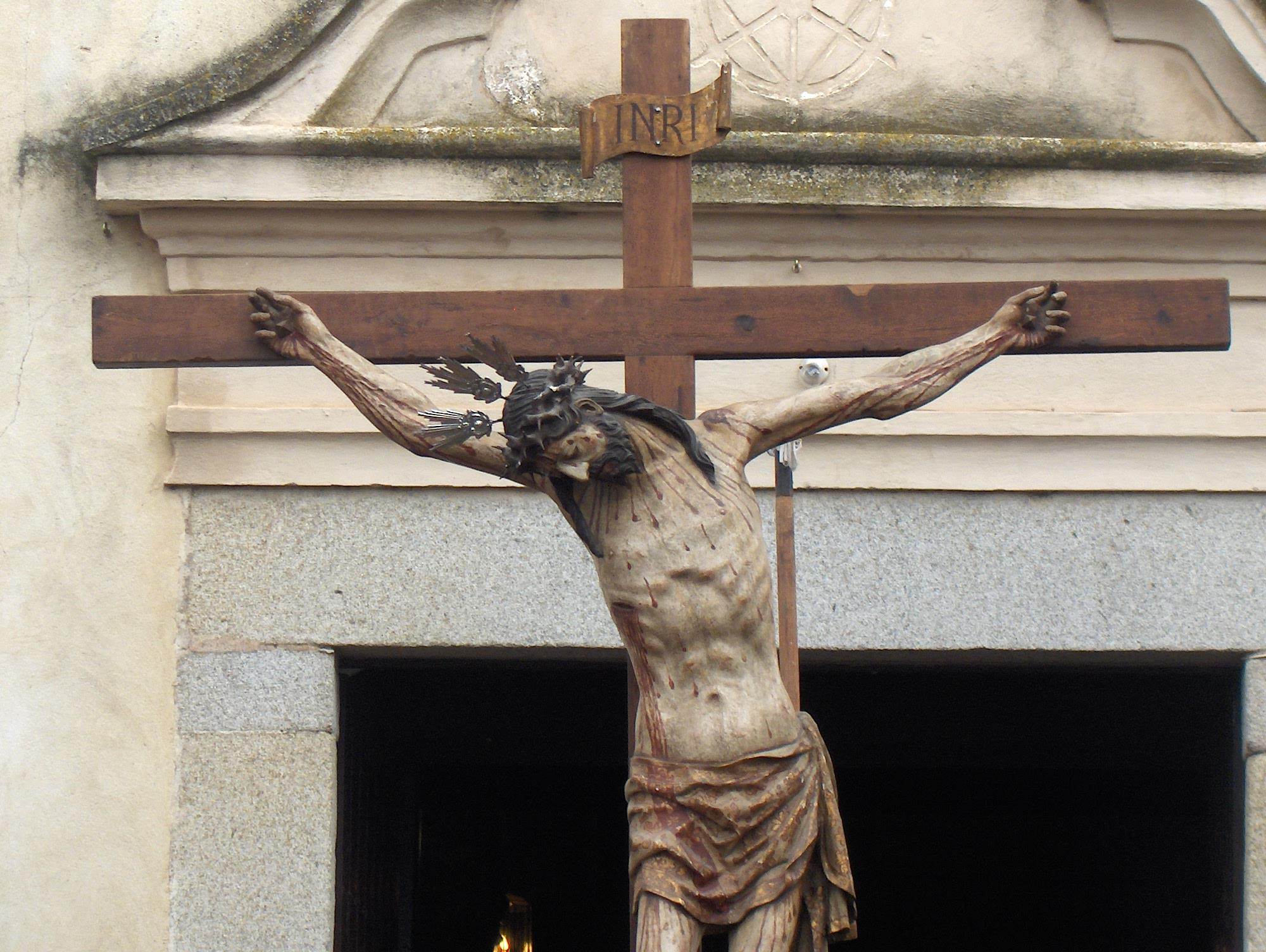
Cristo del Perdón (s. XVI), atribuido a Jorge Fernández
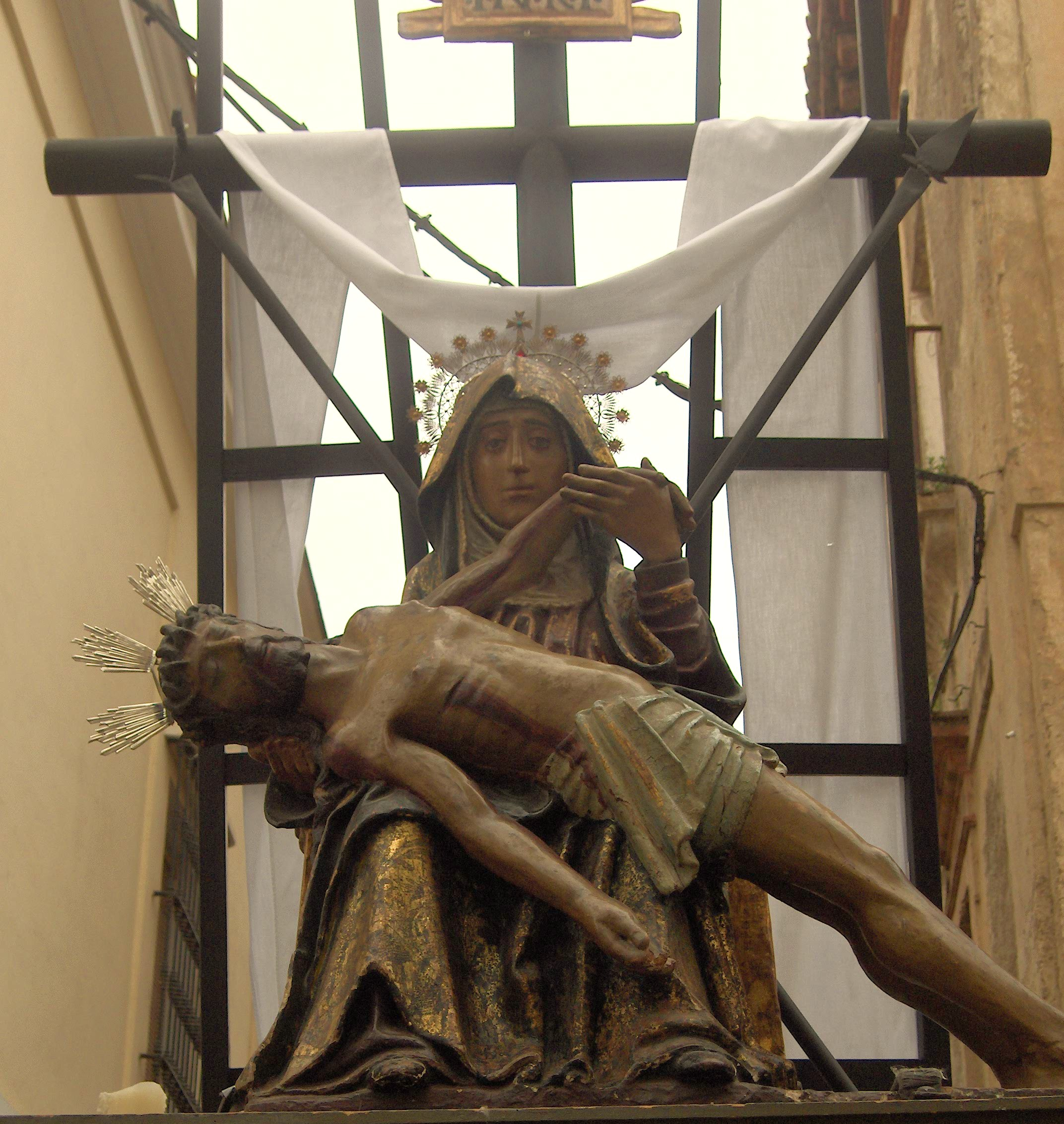
Piedad (siglo XV) atribuida a Mercadante de Bretaña

## Fiesta de la Virgen de la Salud
Sin lugar a dudas la fiesta de mayor importancia que se celebra en esta iglesia parroquial es la Fiesta de la Virgen de la Salud, celebrada anualmente desde treinta de agosto, cuando el tamborilero realiza su particular novenario visitando las casas de los hermanos cofrades a la vez que se celebra la novena de la Virgen en la iglesia.
	El día seis de septiembre se celebra el Rosario, cuyo sentido era el recorrido por los hogares de los hermanos impedidos. Hoy día se resume al canto de la Salve de la Virgen en las puertas de las casas de los hermanos a los que se visitan.
	El día siete de septiembre es el último día de novenario. Finalizados los cultos correspondientes, en la plaza de Santa Catalina se organiza la tradicional verbena, que es amenizada por una Tamborada, y en la que se subastan los regalos donados por los devotos de la Virgen.

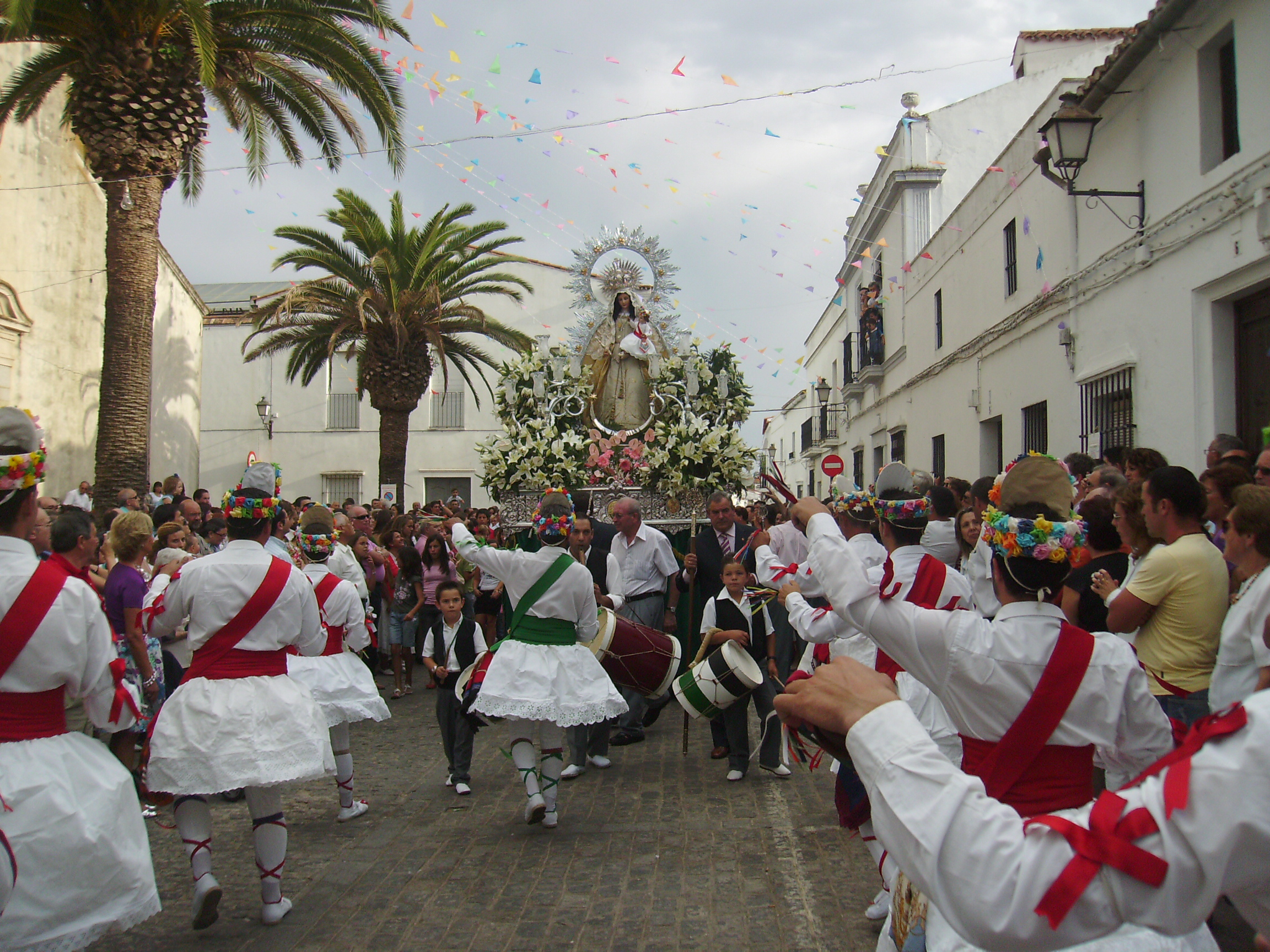
Procesión de Ntra. Sra. de la Salud junto a los danzaores

	Ya de madrugada y antes de la Misa de Danzaores el Mayordomo y resto de directivos, acompañados de los hermanos cofrades que se van sumando a ellos, desfilan al toque de Alborada por las calles de Fregenal. El recorrido finaliza en la Iglesia de Santa Catalina, donde se celebra la Misa de Danzaores o misa del Alba, en la que los danzantes ofrecen el primer baile a la Virgen
	Una vez terminada la misa, sobre las ocho de la mañana, el grupo de danzaores, encabezados por los miembros de la hermandad y acompañados por el tamborilero inician su peregrinaje por las calles de la población, invirtiendo gran parte del día en la visita de nuevo a las casas de los más de seiscientos hermanos.
	El convento de las Madres Agustinas, las calles de los barrios de Santa Ana y Santa María y los alrededores del Castillo Templario de Fregenal de la Sierra son los lugares más recomendados para disfrutar de la danza. 
Sobre las siete de la tarde, y después de un breve descanso comienza la procesión de la Virgen de la Salud, que es acompañada por varios grupos generacionales de Danzaores.
	Cientos de personas inundan la plaza y las calles cercanas al templo, donde pasadas las diez de la noche la imagen de la Virgen “danza” al mismo ritmo que los Danzaores. La fiesta finaliza después de la Función Religiosa con la despedida de los danzantes ante la imagen de la Virgen de la Salud.